# برج سيدي مخلوف
برج سيدي مخلوف هو حصن يوجد بمدينة الرباط في المغرب.

## التاريخ
تم بنائه لأول مرة في القرن السابع عشر ودُمر عام 1637 لكنه حافظ على شكله العام. يقع على منحدر نهر أبي رقراق ويمثل الانتقال من المعمار الأندلسي إلى الهندسة العسكرية.